# Zahomce
Zahomce je naselje v Občini Vransko.